# Orly (filme)
Orly é um filme franco-germano de 2010 filmado no Aeroporto de Orly dirigido e escrito por Angela Schanelec. O filme teve sua estreia mundial na Berlinale em Fevereiro de 2010. Inicialmente seu título era Orly, Poem 1-4.
- Natacha Régnier, Juliette
- Bruno Todeschini, Vincent
- Mireille Perrier, Mãe
- Emile Berling, Filho
- Jirka Zett, Jo
- Lina Phyllis Falconer, Namorada
- Maren Eggert, Sabine
- Josse De Pauw, Theo